# Circondario di Lucca
Il circondario di Lucca era uno dei circondari in cui era suddivisa l'omonima provincia.

## Storia
Il circondario di Lucca fu istituito nel 1860 come unica suddivisione dell'omonima provincia.
Nel 1923 alla provincia di Lucca venne aggregato anche il circondario di Castelnuovo di Garfagnana, già parte della provincia di Massa e Carrara.
Venne soppresso nel 1927 come tutti i circondari italiani.

## Geografia antropica

### Suddivisioni amministrative
Nel 1863, la composizione del circondario era la seguente:
- mandamento I di Altopascio
  - comune di Montecarlo.
- mandamento II di Bagni di Lucca
  - comune di Bagni di Lucca
- mandamento III di Barga
  - comune di Barga
- mandamento IV di Borgo a Mozzano
  - comune di Borgo a Mozzano
- mandamento V di Borgo a Buggiano
  - comuni di Buggiano, Massa e Cozzile
- mandamento VI di Camaiore
  - comune di Camaiore
- mandamento VII di Capannori
  - parte del comune di Capannori sopra la strada del Turchetto
- mandamento VIII di Compito
  - parte del comune di Capannori sotto la strada del Turchetto
- mandamento IX di Coreglia Antelminelli
  - comune di Coreglia Antelminelli
- mandamento X di Lucca città
  - parte del comune di Lucca
- mandamento XI di Lucca campagna
  - parte del comune di Lucca
- mandamento XII di Monsummano
  - comuni di Monsummano, Montecatini Val di Nievole.
- mandamento XIII di Pescaglia
  - comune di Pescaglia
- mandamento XIV Pescia
  - comuni di Pescia, Uzzano, Vellano
- mandamento XV di Pietrasanta
  - comune di Pietrasanta
- mandamento XVI di Serravezza
  - comuni di Seravezza, Stazzema
- mandamento XVII di Viareggio
  - comune di Viareggio.
- mandamento XVIII di Villa Basilica
  - comune di Villa Basilica